# 青木正
青木 正（あおき まさし、1898年12月5日 - 1966年4月12日）は、日本の政治家。位階は正三位、勲等は勲一等。自治庁長官（第10・12代）、国家公安委員会委員長（第9代）、衆議院議員（7期）。
環境庁長官の青木正久は息子。

## 経歴
埼玉県北埼玉郡共和村（後の川里村、現鴻巣市）の旧家の生まれ。旧制不動岡中学校、東京農業大学卒業。
大卒後に実家へ戻り、農村の若者の育成指導にあたっていたが、各地で発生する小作争議の遠因に政治があると考え、農民のための政治家を目指してまずは政治記者になるため中外商業新報に入社、整理部長や論説委員となる。父が亡くなったことで1937年に16年勤めた中外商業新報を退社、家業を継ぐために帰郷。
戦後、食糧対策が急務となり共和村の農地委員長や東農大の出版部長として農村振興に尽力する。農民の声を届けるために1949年の第24回衆議院議員総選挙に旧埼玉4区から民主自由党公認で立候補して初当選。1952年、湿田単作地域農業改良促進法案を提案、成立させる。その後も湿田単作地域農業改良促進対策審議会の委員及び会長を務めた。
1953年、第5次吉田内閣で自治政務次官に就任。1956年6月、衆議院公職選挙法改正に関する調査特別委員長に就任。記者時代から選挙制度研究に取り組んでおり、小選挙区制推進者だった。ヨーロッパや南米の選挙について調査や視察を行い、自民党では国会対策副委員長、副幹事長、総務に加えて選挙調査会長も歴任した。
1958年、第2次岸内閣で自治庁長官兼国家公安委員会委員長に就任。在任中に警職法改正案の審議が難航したため、一時的に自治庁長官を外れ国家公安委員会委員長の専任となったが、結局警職法改正は審議未了で廃案となった。その後、国会の混乱などを批判して辞任した3閣僚の後補充を行うための小幅改造の際、自治庁長官兼国家公安委員会委員長に復帰。閣僚としては駐在所勤務の警察官夫人に手当てを支給する道を作ったり、埼玉の元狭山村越境合併問題では出身県の案件であるため苦慮したが大局的に考えてあえて地域に不利な判断を下した。
1965年1月、予算委員長就任。その他日本消防協会役員及び会長を務めた。
議員在職中の1966年4月12日、埼玉県鴻巣市の山崎病院で死去した。67歳没。翌13日、特旨を以て位記を追賜され、死没日付をもって正三位勲一等に叙され、瑞宝章を追贈された。追悼演説は同月26日、衆議院本会議で板川正吾により行われた。